# Marmur pentelicki

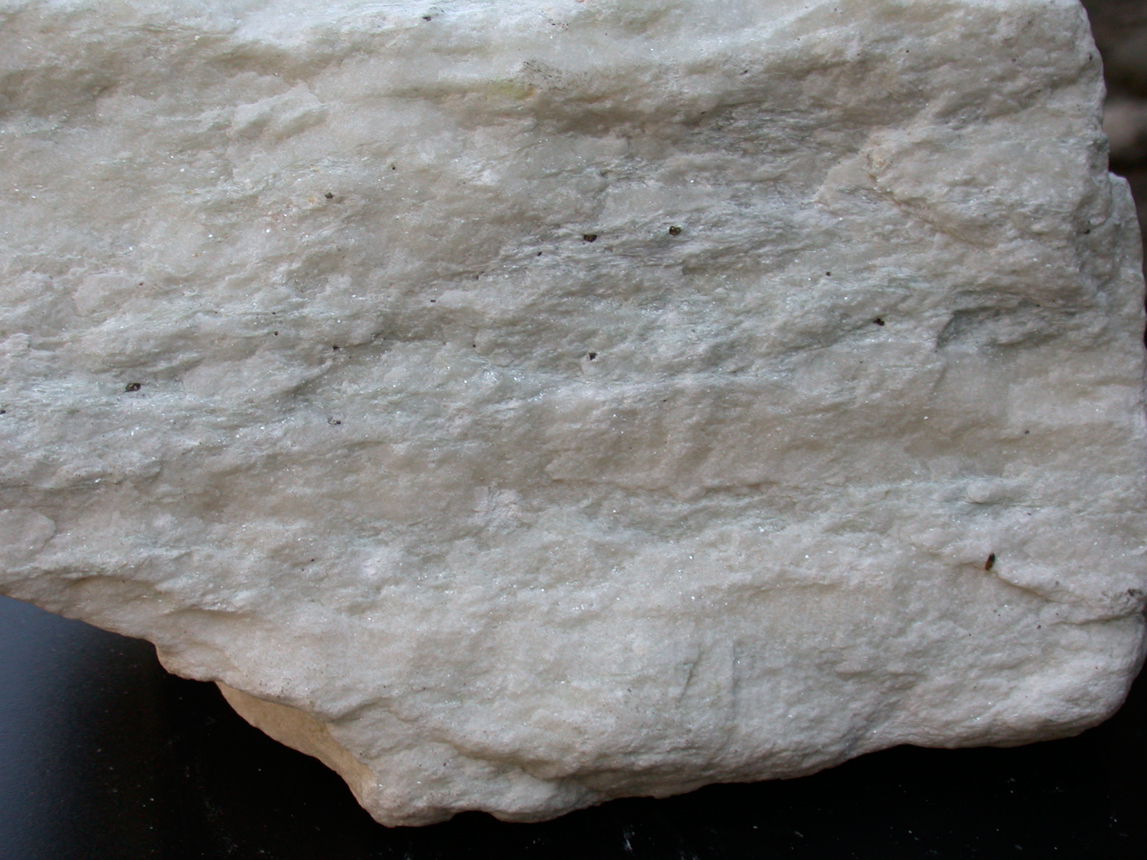
Marmur pentelicki

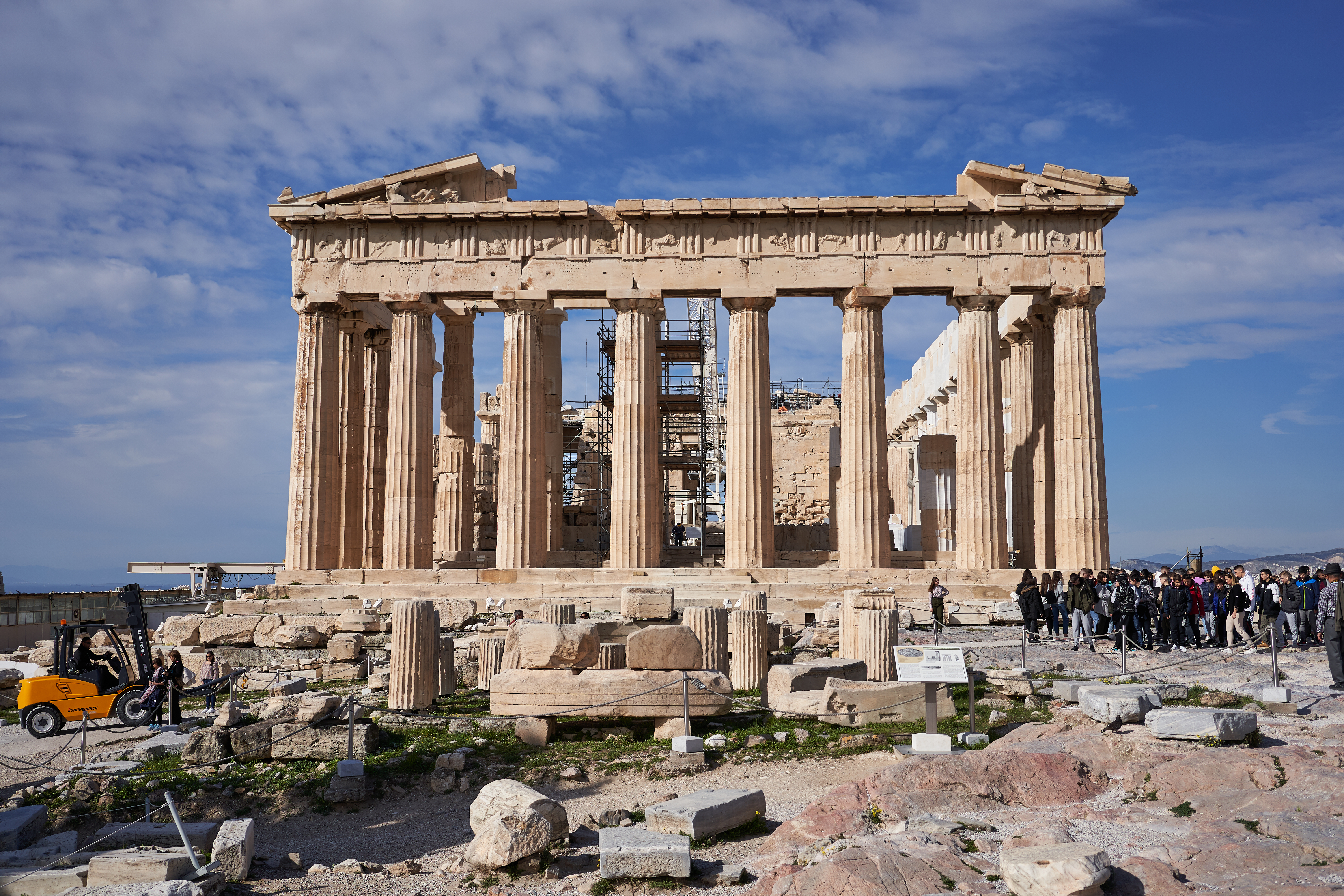
Partenon wzniesiony z marmuru pentelickiego

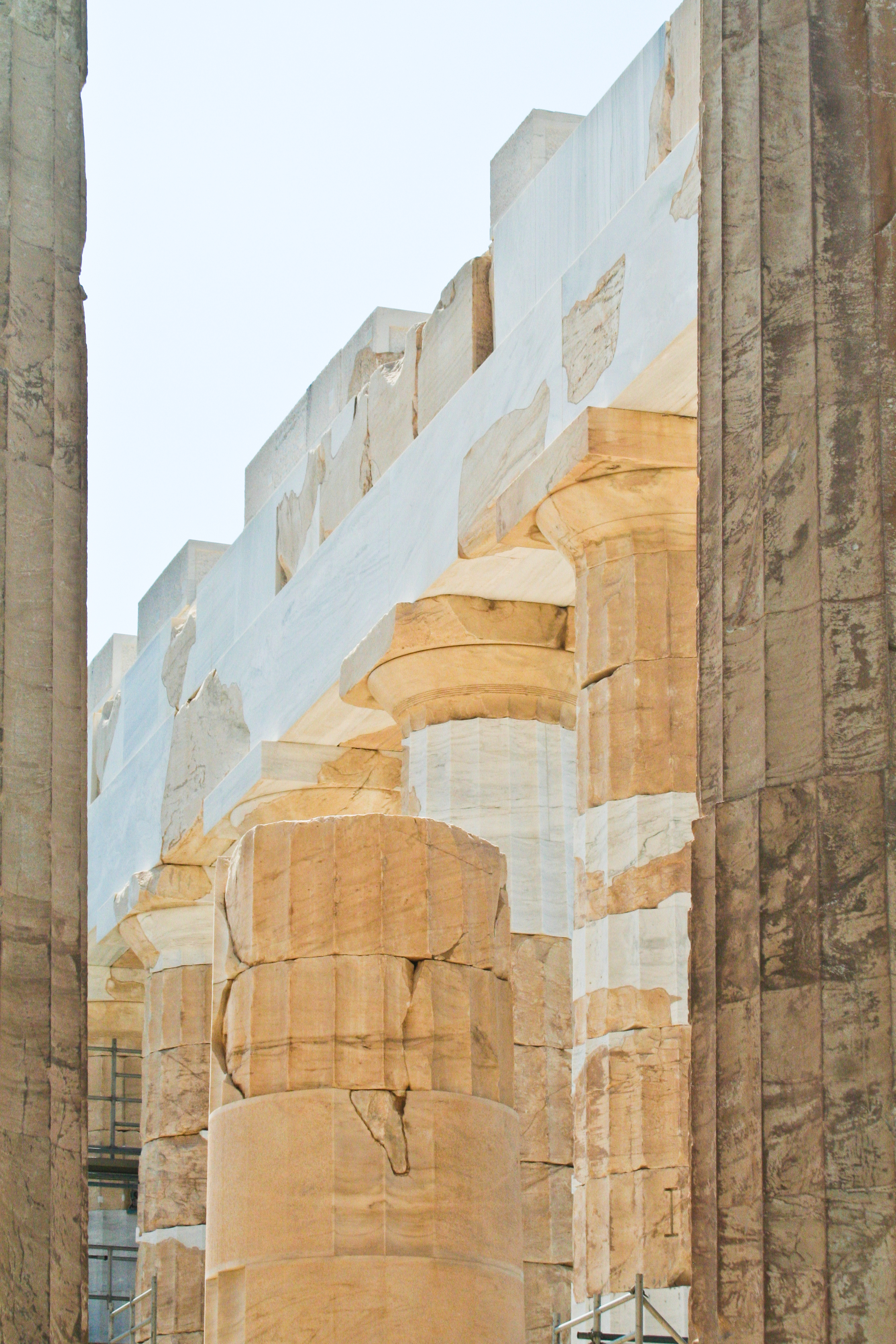
Stary i nowy marmur pentelicki w Partenonie

Marmur pentelicki (gr. lithos penteleikos, łac. marmor pentelicum) – szlachetna odmiana białego marmuru, używana od starożytności w budownictwie z uwagi na twardość i podatność na polerowanie.  

## Opis
Marmur pentelicki charakteryzuje się jednolitą bielą, która z czasem może przybrać odcienie koloru jasnożółtego i nabrać ciepłego zabarwienia, przez co zyskuje na wartości. Niekiedy może zawierać nieregularne, drobne żyłki koloru zielonego.
Protolitem był wapień, z którego w wyniku procesów metamorficznych powstał marmur. Odmianę tworzą drobnoziarniste marmury złożone z białych kryształów węglanu wapnia. 
Ze względu na twardość i podatność na polerowanie materiał chętnie stosowany w budownictwie. Wykonywano z niego elementy nośne (kolumny), okładziny (płyty ścienne i podłogowe), a także elementy dekoracyjne. 
Nazwa tej odmiany pochodzi od nazwy góry Pentelikon, gdzie marmur wydobywano już w starożytności, od IV w. p.n.e. Kamieniołomy znajdowały się w odległości ok. 14 km od Aten, na południowo-zachodnim zboczu góry na wysokości ok. 500–1000 m n.p.m. Według zachowanych źródeł pisanych funkcjonowało wówczas 25 kamieniołomów, w których wydobywano ok. 400 tys. m³ kamienia. Dotąd zachował się jeden z nich na wysokości 700 m n.p.m.
W V wieku p.n.e. zwiększono wydobycie dla pokrycia zapotrzebowania na materiał budowlany w ramach podjętego przez Peryklesa planu rozbudowy Aten i Akropolu (marmuru pentelickiego użyto m.in. do budowy Partenonu). Pauzaniasz podał, że był on również chętnie wykorzystywany przez rzeźbiarzy Praksytelesa i Skopasa. Najstarsze poświadczone użycie marmuru pentelickiego w rzeźbie odnosi się do roku 570 p.n.e. (powstał z niego m.in. Kuros Aristodikos).
W czasach rzymskich marmur pentelicki stosowano rzadko, przede wszystkim w rzeźbiarstwie (również kamiennych sarkofagów). Pentelickie kamieniołomy nie należały do cesarza, lecz były własnością ateńskiego patrycjusza Heroda Attyka.  
Marmur pentelicki stosowany jest w budownictwie dotychczas.